# La Journaliste
La Journaliste ist ein französischer Porno-Spielfilm des Regisseurs Pascal Lucas aus dem Jahr 2012.

## Handlung
Die Journalistin Anna arbeitet für einen französischen Nachrichtensender und ist wütend da ihr 20 Jahre älterer Freund mit anderen Frauen fremdgeht. Sie will sich rächen und ebenfalls ihren ausgeprägten Sexualtrieb ausleben. Durch Recherche stößt sie auf eine S/M Szene. Sie entscheidet sich, neue Wege zu beschreiten und einen Fetisch auszuleben, von denen Anna bisher nicht mal in ihren kühnsten Träumen etwas gewusst hat.

## Nominierungen
- 2013: AVN Award – Best Director: Foreign Feature, Pascal Lucas
- 2013: AVN Award – Best Foreign Feature
- 2013: AVN Award – Best Sex Scene in a Foreign-Shot Production
- 2013: XBIZ Award – European Feature Release of the Year